# NGC 3752
NGC 3752 (również PGC 35608 lub UGC 6515) – galaktyka spiralna (Sab), znajdująca się w gwiazdozbiorze Smoka. Odkrył ją William Herschel 2 kwietnia 1801 roku.